# Rue Blatin
Pour les articles homonymes, voir Blatin.
La rue Blatin est une voie importante du centre de Clermont-Ferrand.

## Situation et accès
Longue d'environ 650 mètres, elle part de l'angle nord-est de la place de Jaude en direction de l'ouest et est prolongée par l'avenue de Royat à Chamalières, formant avec celle-ci une voie rectiligne. Elle se trouve sur la partie plate de la ville, qui se situe au pied du plateau central vers l'ouest.

## Origine du nom
Cette voie est nommée en référence à Antoine Blatin, maire de Clermont-Ferrand de 1822 à 1830. Avant de devenir maire, il fut premier adjoint au maire à partir du 14 novembre 1815 et a été également conseiller général du Puy-de-Dôme de 1827 à 1846 et chevalier de la Légion d'honneur.

## Historique
La rue Blatin a été ouverte en 1848.

## Bâtiments remarquables et lieux de mémoire
Plusieurs immeubles et maisons de la rue Blatin sont inscrits aux Monuments historiques :
- no 26, à l'angle de la rue Gabriel-Peri, immeuble néo-hausmannien, construit en 1903[1]
- no 60, villa de style néo-classique construite en 1907 par l'architecte Sauzet[2]
- no 62, villa de style néo-classique construite au début du XXe par le même architecte[3]
- no 62, maison Bergougnan[4]
- no 74, villa Pingeot, maison construite en 1880, caractéristique des maisons bourgeoises de la fin du 19e siècle entre Clermont-Ferrand et Chamalières. Elle a été agrandie en 1920 par Jarrier[5].
- no 85, maison Pestel, construite dans les années 1880, villa de style classique mais marquée d'autres influences[6]
- no 91, villa Solange, construite au début du 20e siècle, à la fois dans un style balnéaire et style Art Nouveau avec une surprenante diversité des formes et des matériaux utilisés[7] .

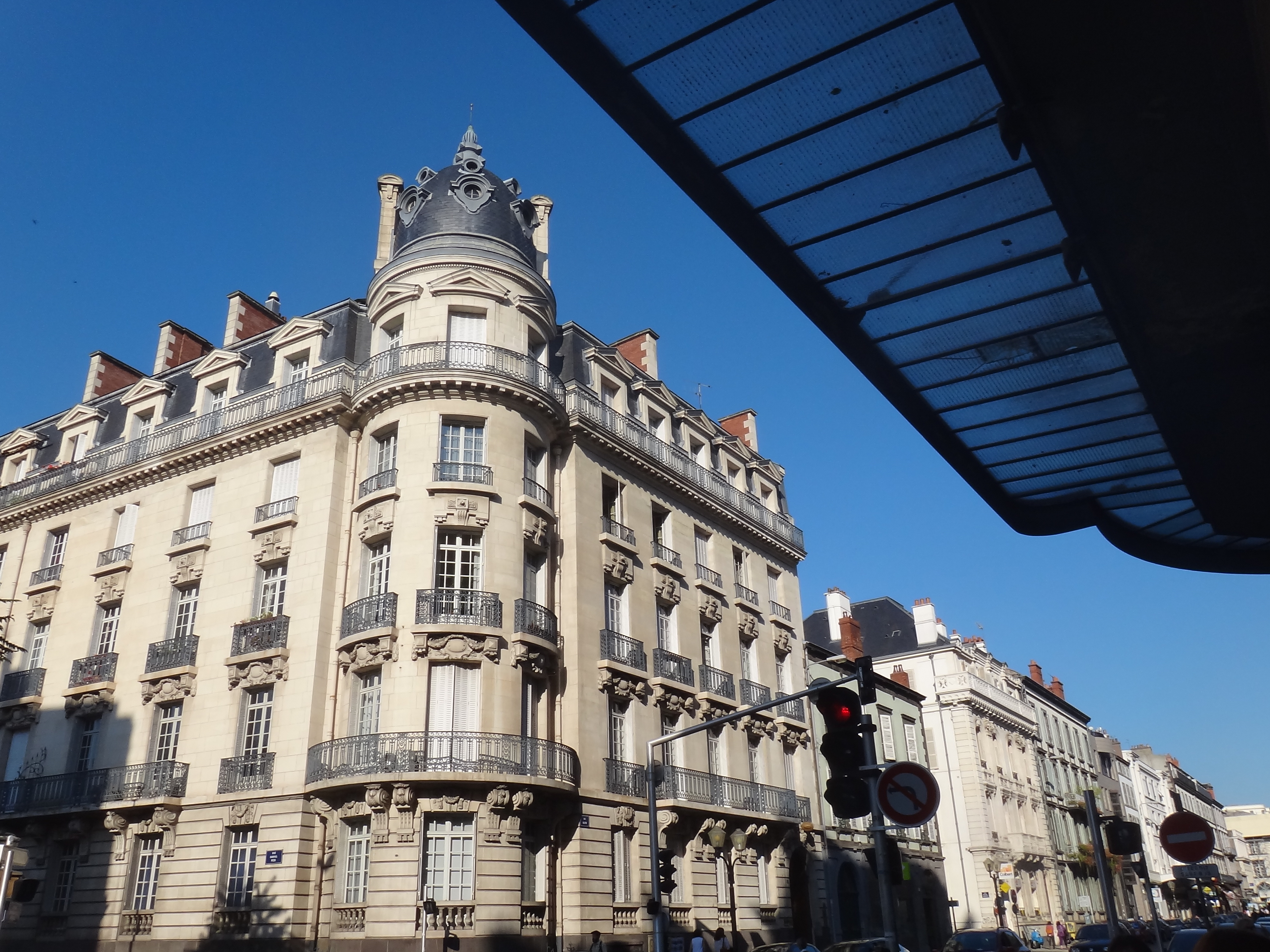
26 rue Blatin
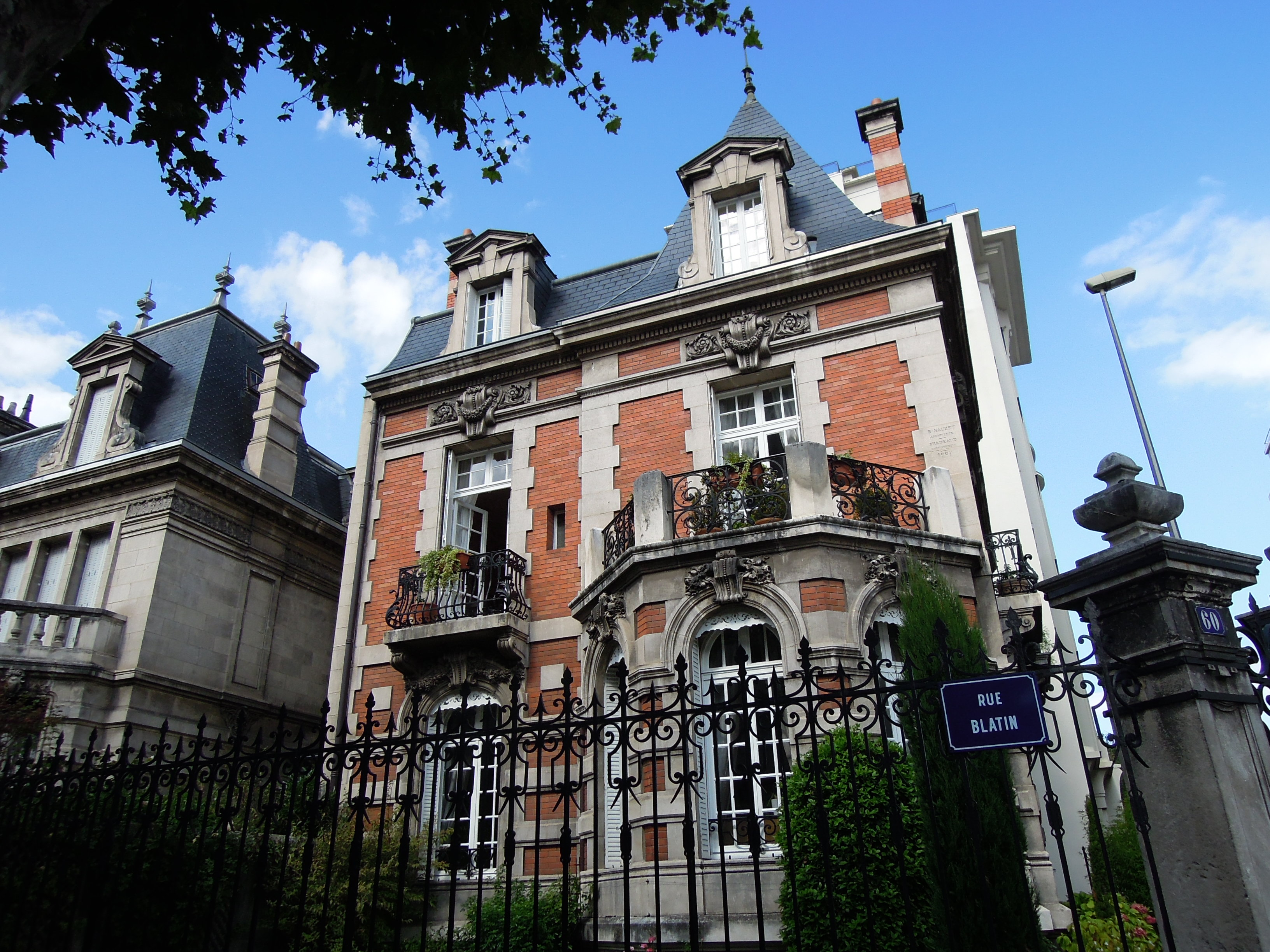
60 rue Blatin
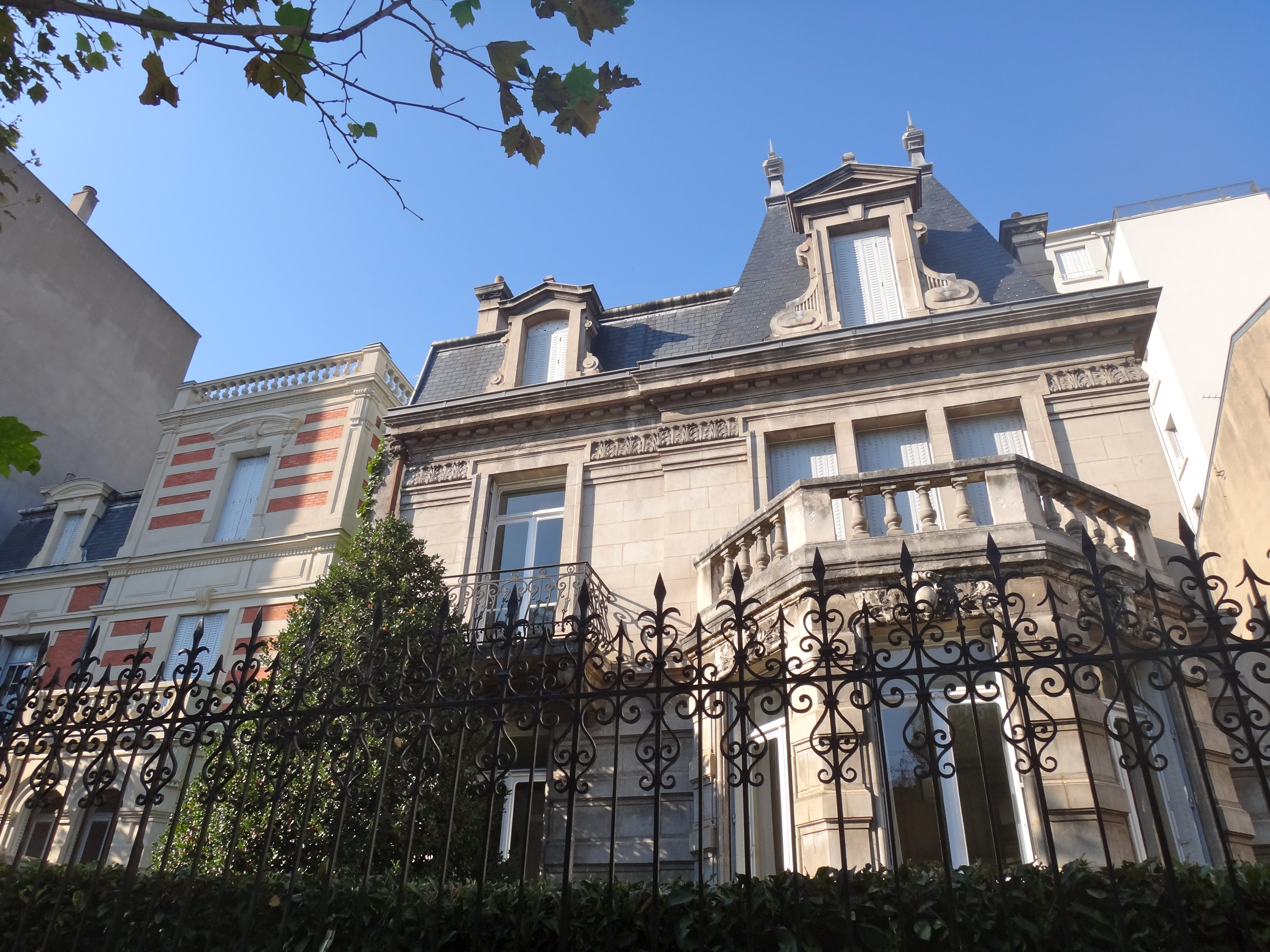
62 rue Blatin
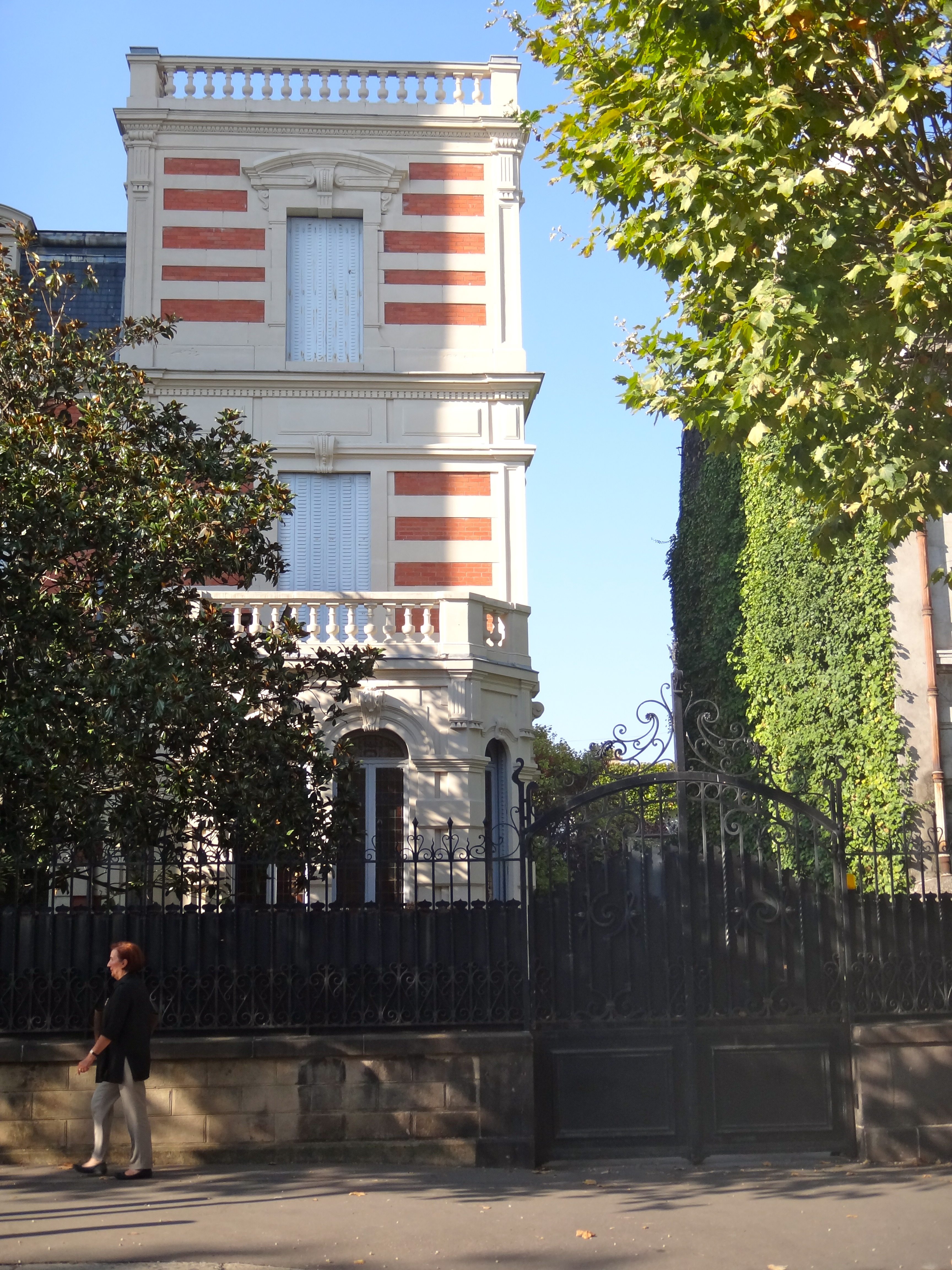
Maison Bergougnan
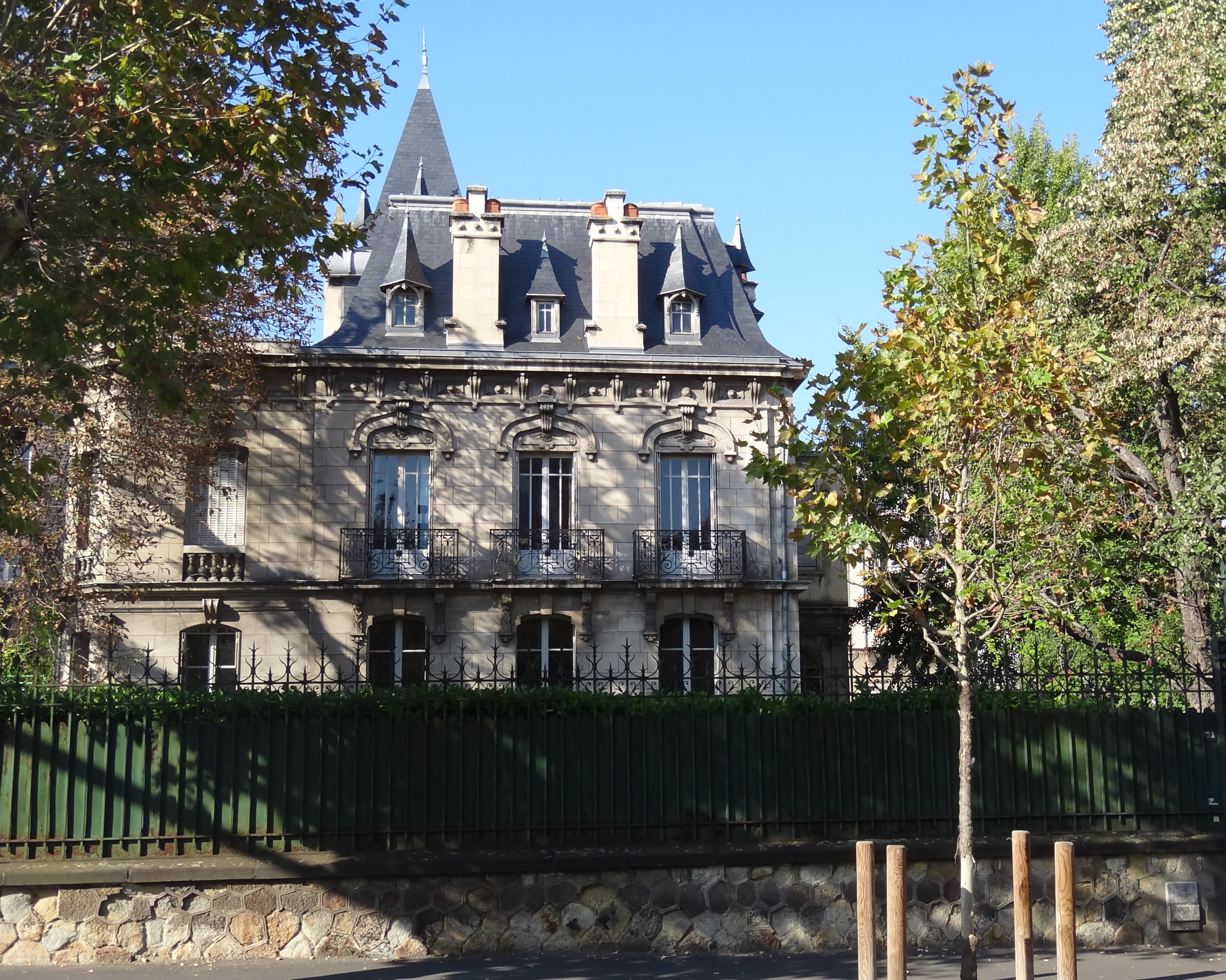
Villa Pingeot